# Leucadendron daphnoides
Leucadendron daphnoides är en tvåhjärtbladig växtart som först beskrevs av Carl Peter Thunberg, och fick sitt nu gällande namn av Meissn.. Leucadendron daphnoides ingår i släktet Leucadendron och familjen Proteaceae. Inga underarter finns listade i Catalogue of Life.